# Akandjievo, Pazardjik
Akandjievo (în bulgară Аканджиево) este un sat în comuna Belovo, regiunea Pazardjik,  Bulgaria. 

## Demografie
Componența etnică a satului Akandjievo
     Bulgari (98,57%)
     Nicio identificare (1,42%)
     Altele (0%)
La recensământul din 2011, populația satului Akandjievo era de 420 locuitori. Din punct de vedere etnic, majoritatea locuitorilor (98,57%) erau bulgari. Pentru 1,42% din locuitori nu este cunoscută apartenența etnică.